# 융딩구 (장자제시)

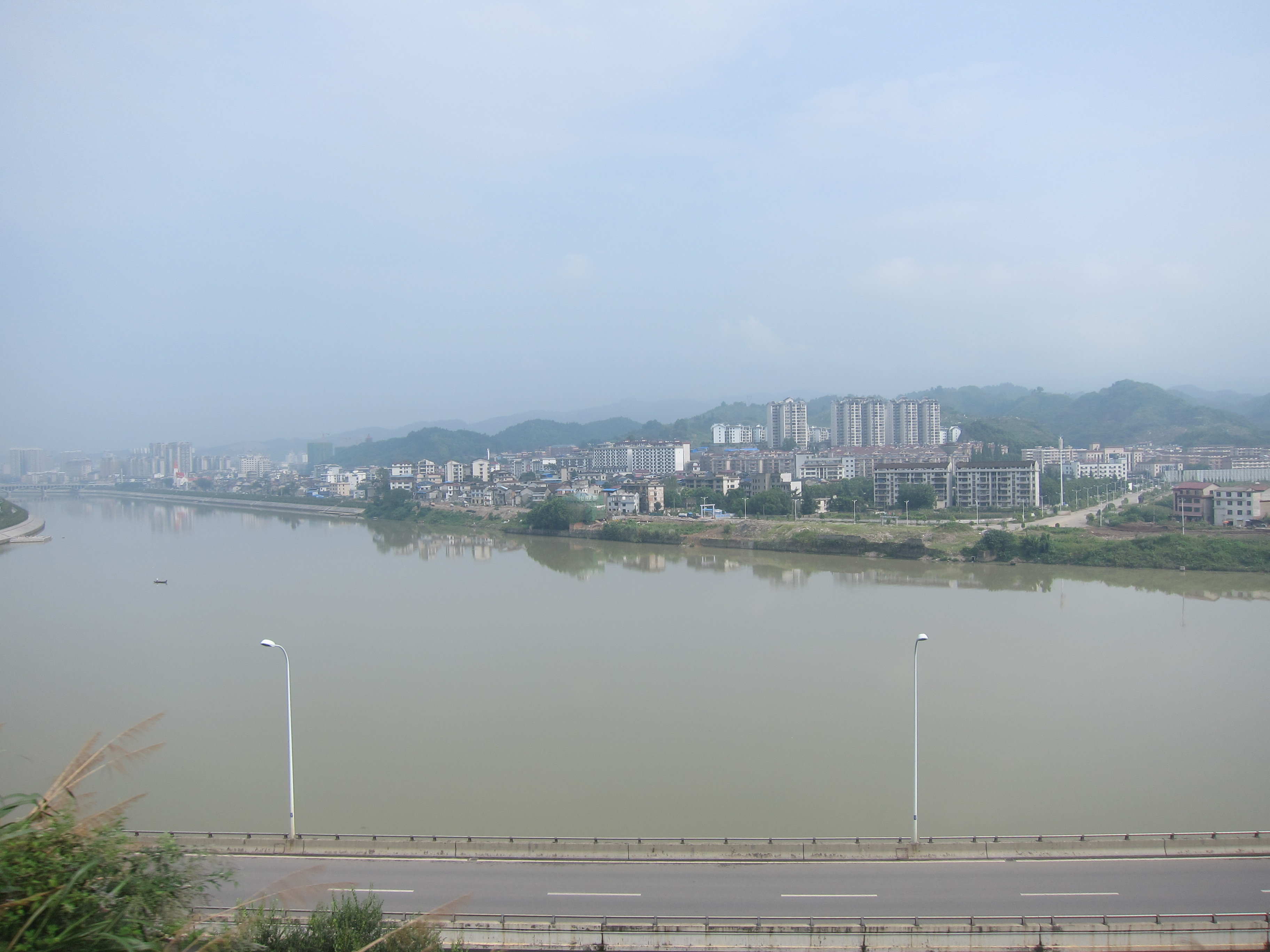

융딩구(한국어: 영정구, 중국어: 永定区, 병음: Yǒngdìng Qū)는 중화인민공화국 후난성 장자제 시의 현급 행정구역이다. 넓이는 2174km2이고, 인구는 2007년 기준으로 450,000명이다.

## 행정 구역
6개 가도, 9개 진, 12개 향을 관할한다.
- 가도: 永定街道, 大庸桥街道, 西溪坪街道, 官黎坪街道, 崇文街道, 南庄街道.
- 진: 新桥镇, 温塘镇, 教字垭镇, 大坪镇, 沅古坪镇, 尹家溪镇, 后坪镇, 阳湖坪镇, 王家坪镇.
- 향: 三家馆乡, 沙堤乡, 枫香岗乡, 合作桥乡, 双溪桥乡, 谢家垭乡, 青安坪乡, 罗塔坪乡, 罗水乡, 桥头乡, 三岔乡, 四都坪乡.